# Liu Xiaofeng
Liu Xiaofeng (刘小枫; * April 1956 in Chongqing) ist ein zeitgenössischer chinesischer Philosoph von internationalem Rang. Er war Herausgeber der Zeitschrift Daofeng, die sich mit dem Dialog zwischen westlicher (christlicher) Kultur und traditioneller chinesischer Kultur beschäftigt. Sie wird auf dem Taofong Shan in Hongkong herausgegeben. Viele seiner Arbeiten widmen sich dem Phänomen des „Kulturchristentums“. Zurzeit lehrt er an der Universität in Guangzhou. Leo Strauss gehört zu seinen neueren Themen. Er gilt als einer der umstrittensten Denker des gegenwärtigen Chinas. Seine Interpretation westlicher Ideen, insbesondere von Strauss’ Denken, ist wiederholt als problematisch kritisiert worden. Seine Apologie des gegenwärtigen politischen Regimes in der Volksrepublik China ist kaum vereinbar mit dem Bild einer idealisierten, westlichen Zivilisation, wie es seine Schriften durchzieht.

## Biografie
Ab 1978 studierte er an der Sichuan Fremdsprachen Universität (四川外语学院|四川外语学院) und wechselte 1982 an die philosophische Fakultät der Peking-Universität (北京大学).
Seit 1985 lehrte er Chinesisch und chinesische Kultur an der Shenzhen-Universität (深圳大学). 1989 ging er an die Universität Basel, wo er einen Doktorgrad in Theologie erwarb. Seither lehrte er an der Chinesischen Universität Hongkong (香港中文大学), der Peking-Universität (北京大学) und der Sun-Yat-sen-Universität (中山大学) in Guangzhou. Er war Herausgeber der oben genannten „Daofeng“ am Institute of Sino-Christian Studies in Hongkong.
Außerdem hat er Lehraufträge an der Chinesischen Volksuniversität (中国人民大学) in Peking, der Fudan-Universität (复旦大学) in Shanghai und an der Universität für Politikwissenschaft und Recht Südwestchinas (西南政法大学) in Chongqing wahrgenommen.

## Werke
- 《诗化哲学》 Shihua zhexue (1986，据硕士论文修改成), „Zeitgenössische Chinesische Philosophie“
- 《拯救与逍遥》 Zhengjiu yu xiaoyao (1988，2001、2007 两次重新修订，改动颇大), „Erlösung in Freiheit“
- 《走向十字架上的真》 Zouxiang shizi jia shang de zhen (1990), „Hin zum Kreuz“
- 《这一代人的怕和爱》 Zhe yidai ren de pa he ai (1996), „Furcht und Liebe des Menschen dieser Epoche“
- 《个体信仰与文化理论》 Geti xinyang yu wenhua lilun (1997), „Verschiedene Überzeugungen in kulturellen Theorien“
- 《现代性社会理论绪论-现代性与现代中国》 Xiandai xing shehui lilun xulun - Xiandai xing yu xiandai Zhongguo (1998), „Einführung in gegenwärtige Gesellschaftstheorien - Gegenwärtige Arten im Gegenwärtigen China“
- 《沉重的内身》 Chenzhong de neishen (1999), „Gefahr/schwere des Inneren körpers(?)“
- 《刺猬的温顺》 Ciwei de wenshun (2002，大学讲演集), „Des Igels Sanftheit“
- 《圣灵降临的叙事》 Shengling jianglin de xushi (2003), "Die Erzählung von der Ankunft des Heiligen Geistes

## Weiterführende Literatur
- Marchal, Kai, Shaw, Carl K.Y. (2017). Carl Schmitt and Leo Strauss in the Chinese-speaking World: Reorienting the Political. Lanham, Maryland: Lexington Books. ISBN 978-1-4985-3626-4.

| Personendaten    | Personendaten          |
| ---------------- | ---------------------- |
| NAME             | Liu, Xiaofeng          |
| ALTERNATIVNAMEN  | 刘小枫 (chinesisch)    |
| KURZBESCHREIBUNG | chinesischer Philosoph |
| GEBURTSDATUM     | April 1956             |
| GEBURTSORT       | Chongqing              |